# バルグジン川
バルグジン川（バルクジンがわ、ロシア語: Баргузин（ラテン語表記: Barguzin）、ブリヤート語: Баргажан（ラテン語表記: Bargažan））は、ロシアのブリヤート共和国を流れる長さ480kmの川である。バイカル湖の北東側にある、最も大きく深いバルグジン湾へ注ぐ。

## 概要

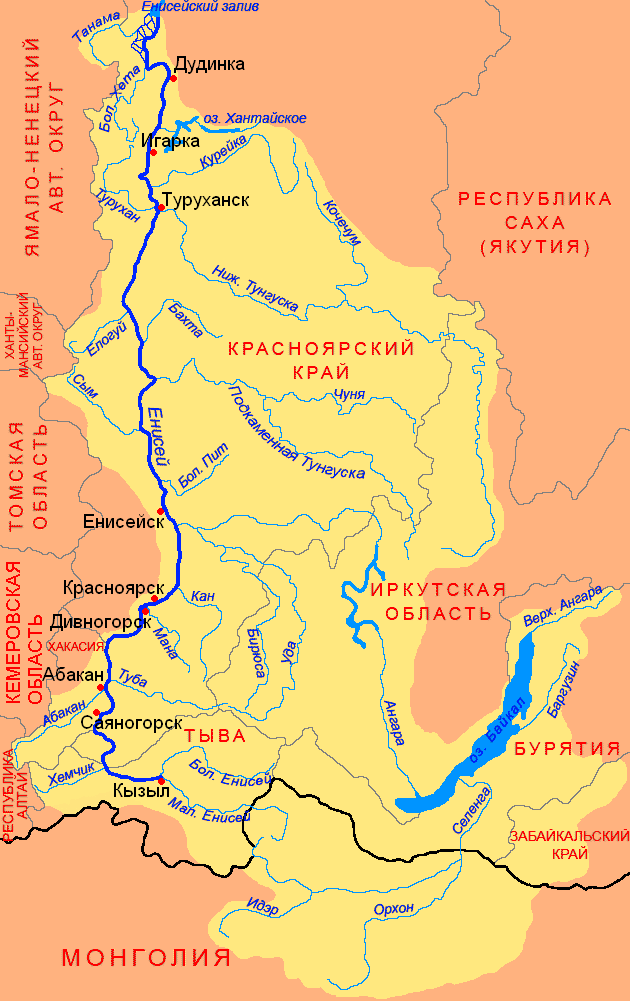
バルグジン川とバイカル湖を含むエニセイ盆地

バイカル湖に注ぐ川の中ではセレンガ川、上アンガラ川に次いで、3番目に流量が多い。流域面積は21,100 km²。河口から204km上流まで船の航行が可能である。
主な支流にGagra川、Argada川、Ina川、Ulyun川がある。
12〜13世紀頃にはバルグト諸部が居住し、バルグジン川一帯は「バルグジン・トクム」と呼称されていた。